# 尾西美咲
尾西 美咲（おにし みさき、1985年2月24日 - ）は、日本の元女子陸上競技選手。専門は中距離・長距離走。

## 人物
1985年2月24日、三重県度会郡小俣町（現・伊勢市）出身。伊勢市立明野小学校・伊勢市立小俣中学校を経て三重県立宇治山田商業高等学校卒業。高校時代に第13回全国高等学校駅伝競走大会（女子の部）に宇治山田商のメンバーとして出場、第2区を走った経歴を持つ。また、高校2年次の第54回全国高等学校総合体育大会陸上競技大会（2001年、熊本県）では1,500mに出場し、後にロンドンオリンピック代表となる吉川美香（神奈川県立荏田高等学校）と予選第3組で同走している。
高等学校卒業後には積水化学工業に入社。実業団入り数年は記録が思うほど伸びず、2009年には恥骨の疲労骨折を2度起こすなどしていたが、体幹トレーニングの導入などで体力強化に取り組んだ結果、2011年6月のホクレンディスタンスチャレンジ北見大会女子5,000mで15分46秒64のタイムを出し、これを契機として成績も安定してくるようになった。
2013年6月の第97回日本陸上競技選手権大会（味の素スタジアム）女子5,000mでは15分21秒73の自己新記録を出して日本選手権初優勝を果たし、これにより2013年世界陸上競技選手権大会（ロシア連邦・モスクワ）日本代表に選出された。
2013年8月14日、世界陸上競技選手権大会女子5,000m予選1組に出場し、レース途中でのぺースアップに苦しみ16分16秒52のタイムで9位となり予選突破は成らなかった。
2014年6月8日、第98回日本陸上競技選手権大会（福島県営あづま陸上競技場）女子5,000mに出場し、終盤までダンゴ状態のレース展開から最後に抜け出して15分32秒74で2年連続優勝を果たした。
2015年6月、第99回日本陸上競技選手権大会（新潟スタジアム）女子5,000mで優勝し、同種目3連覇を達成。8月の2015年世界陸上競技選手権大会（北京）日本代表に選出され、女子5,000mに出場し14位。
2016年6月、第100回日本陸上競技選手権大会（名古屋市瑞穂公園陸上競技場）女子5,000mで優勝し、同種目4連覇を達成。2016年リオデジャネイロオリンピック女子5,000m日本代表に選出される。
2017年11月25日、今季限りでの引退を表明。

## 自己記録
- 1,500m - 4分17秒78（2013年、ホクレン・ディスタンスチャレンジ北見大会）
- 3,000m - 9分10秒13（2013年、ホクレン・ディスタンスチャレンジ北見大会）
- 5,000m - 15分16秒82（2015年、カーディナル招待）
- 10Km - 32分58秒（2013年、第41回全日本実業団ハーフマラソン大会 女子10kmの部）
- ハーフマラソン - 1時間11分16秒（2013年、第67回香川丸亀国際ハーフマラソン大会）